# Remember (canción de John Lennon)
«Remember» es una canción de John Lennon incluida en el álbum John Lennon/Plastic Ono Band lanzado en diciembre de 1970, primer álbum solista de Lennon, luego de la disolución de Los Beatles en abril de ese año. La canción se refiere al acto de recordar los hechos traumáticos de la infancia y poder seguir viviendo con ellos, sin culpas:

Don't feel sorry
'Bout the way it's gone
Don't you worry
'Bout what you've done
No te sientas culpable
Por cómo salieron las cosas
No te preocupes
Por lo que hiciste.

El tema es interpretado por John Lennon (voz y piano), su excompañero beatle Ringo Starr en batería y Klaus Voormann en bajo.

## La escritura y la grabación
La canción fue influenciado por la terapia primal que John Lennon había iniciado ese año con el Dr. Arthur Janov. Janov había publicado ese año su exitoso libro El grito primal (The Primal Scream), explicando su teoría sobre la importancia del sufrimiento primal en las personas, sosteniendo que los sufrimientos de los bebés durante el nacimiento y su primera infancia, debido a carencias en sus necesidades básicas de alimento, calor, amor y estimulación, en muchos casos causarán neurosis y otras afecciones mentales, incluyendo adicciones, esquizofrenia y disfunciones sexuales.
La letra de la canción está escrita en segunda persona del singular, como reglas y consejos de salud mental que el autor practica con él mismo. El estribillo formula el mensaje central:

Don't feel sorry
'Bout the way it's gone
Don't you worry
'Bout what you've done
No te sientas culpable
Por cómo salieron las cosas
No te preocupes
Por lo que hiciste.

La canción se completa con dos estrofas de nueve versos que finalizan con la expresión "recuerda hoy". La primera estrofa invita al oyente a "recordar como el hombre solía dejarte con las manos vacías, siempre, siempre defraudándote". La segunda estrofa pregunta "recuerdas a tu ma y pa, deseando ser estrellas de cine, siempre, siempre, actuando un papel; si alguna vez te sentís tan triste y el mundo entero te está volviendo loco, recuerda, recuerda hoy".
La canción finaliza con un último verso que dice "Recuerda el 5 de noviembre" (Remember the 5th of November), seguido de una explosión. Este verso es parte de una canción infantil de una tradicional fiesta británica conocida como la Noche de Guy Fawkes:

Remember, remember, the Fifth of November
Gunpowder treason and plot.
I see no reason why gunpowder treason
Should ever be forgot.
Recuerda, recuerda el cinco de noviembre,
Pólvora, traición y complot.
No veo ninguna razón para qué la traición de la pólvora
Deba olvidarse jamás.

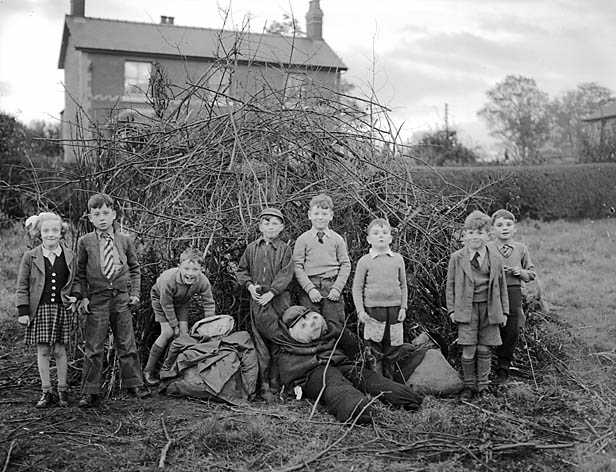
Niños británicos preparando las celebraciones de la Noche de Guy Fawkes (1954)

La fiesta celebra la tortura y ejecución de un grupo de católicos al que pertenecía Guy Fawkes que intentaron matar al protestante rey Jacobo I de Inglaterra (James I) y volar el Parlamento el 5 de noviembre de 1605. Se caracteriza por las hogueras, los fuegos artificiales y las explosiones, con amplia participación de los niños y niñas.
Un ensayo de 2:44 de "Remember" -donde el tempo de la canción se está elaborando-aparece en la recopilación de 1998 John Lennon Anthology.
El tema fue grabado el 9 de octubre de 1970, fecha del 30.º cumpleaños de Lennon. Ese mismo día, Lennon había invitado a almorzar a su padre en Tittenhurst Park, quien asistió con su esposa Pauline y su hijo de 18 meses David Henry Lennon, a quien John no conocía. Durante la reunión, influenciado y conmovido por la terapia primal que venía realizando, John expresó de modo altamente emocional sus sentimientos, dolores y reclamos de infancia. Su padre reaccionó negativamente ante esa explosión y luego de ese día nunca más volvieron a verse.

## Intérpretes
Los músicos fueron los siguientes:
- John Lennon - Voz principal y armónica, piano
- Ringo Starr - batería
- Klaus Voormann - bajo